# Hatfield (Minnesota)
Hatfield – miasto w Stanach Zjednoczonych, w stanie Minnesota, w hrabstwie Pipestone.